# 石峻
石峻（1916年10月—1999年4月15日），曾用名石易元、石凤岗，字柏宓，男，湖南零陵人，中国哲学史家，曾任中国哲学史学会副会长。